# Lisa May-Mitsching
Lisa May-Mitsching (* 1991) ist eine deutsche Synchronsprecherin.

## Leben
May-Mitsching ist die Tochter von Christina Husemann, geb. Mitsching, die als selbstständige Filmeditorin tätig ist. So kam sie bereits im Alter von neun Jahren mit dem Synchrongeschäft in Berührung, als das Studio eine Sprecherin für Dakota Fanning in Ich bin Sam suchte. Mittlerweile wurde sie mehrfach als Dakota Fannings deutsche Stimme eingesetzt, aber auch Emma Roberts synchronisierte sie wiederkehrend seit 2005, erstmals in der Jugendserie Unfabulous. 2009 sprach sie die junge Clare in der japanischen Erfolgsserie Claymore – Schwert der Rache.
Auch der Schauspielerin Jennifer Lawrence gab sie 2007 eine deutsche Stimme, in einer Folge der Serie Medium – Nichts bleibt verborgen synchronisierte sie die Rolle der Claire Chase.
May-Mitsching lebt in Berlin.

## Synchronarbeiten (Auswahl)
Dakota Fanning
- 2001: Ich bin Sam als Lucy Diamond Dawson
- 2004: Uptown Girls – Eine Zicke kommt selten allein als Lorraine ‘Ray’ Schleine
- 2004: Ein Kater macht Theater als Sally
- 2004: Mann unter Feuer als Pita Ramos
- 2005: Hide and Seek als Emily Callaway
- 2018: Ocean’s 8 als Penelope Stern
- 2019: Once Upon a Time in Hollywood als Squeaky Fromme

### Filme
- 2005: Meine beste Freundin für Ella Jones als Junge Holly
- 2005: Wer hat Angst vor Lilly? für Heather Camille als Elaine
- 2005: Der kleine Eisbär 2 – Die geheimnisvolle Insel als Pieps
- 2006: The Weather Man für Gemmenne de la Peña als Shelly
- 2006: Tagebuch eines Skandals für Juno Temple als Polly Hart
- 2007: Heißer Verdacht für Laura Greenwood als Penny Philips
- 2007: Der goldene Kompass für Dakota Blue Richards als Lyra Belacqua
- 2008: Jumper für AnnaSophia Robb als Millie (jung)
- 2009: Das Geheimnis der Mondprinzessin für Dakota Blue Richards als Maria Merryweather
- 2009: Der Junge im gestreiften Pyjama für Amber Beattie als Gretel
- 2009: Das Hundehotel für Emma Roberts als Andi
- 2011: Scream 4 für Emma Roberts als Jill Roberts
- 2011: Happy New Year für Cassidy Reiff als Piper
- 2014: 3 Days to Kill für Hailee Steinfeld als Zoey Renner
- 2017: Sword Art Online – The Movie: Ordinal Scale für Haruka Tomatsu als Asuna Yuuki
- 2017: Jumanji: Willkommen im Dschungel für Kat Altman als Lucinda
- 2020: Bad Boys for Life für Bianca Bethune als Megan Burnett
- 2021: Geheimes Magieaufsichtsamt für Alyson Leigh Rosenfeld als Meerjungfrauenkönigin
- 2023: Planet der Affen: New Kingdom für Freya Allan als Mae

### Serien
- 1997–1998, 2001, 2004: Hey Arnold! als Phoebe
- 2002–2004: Lizzie McGuire (12 Folgen) für Carly Schroeder als Melina Biano
- 2003–2005: Third Watch – Einsatz am Limit (neun Folgen) für P.J. Morrison als Emily Yokas
- 2005: Snobs (fünf Folgen) für Brooke Callaghan als Brooke Bellingham
- 2005–2007: Unfabulous für Emma Roberts als Addie Singer
- 2006–2007: Raven blickt durch (sieben Folgen) für Jordyn Colemon als Cindy
- 2007: Claymore – Schwert der Rache für Hōko Kuwashima als Clare (Kind)
- 2007: Medium – Nichts bleibt verborgen für Jennifer Lawrence als Claire Chase
- 2010–2017: Good Wife für Makenzie Vega als Grace
- 2011: Maid-sama für Kaori Ishihara als Suzuna Ayuzawa
- 2012: Kämpfer für Kazusa Aranami als Kaikei·Kanji
- 2012: Mia and me – Abenteuer in Centopia für Saphia Stoney als Paula
- 2012–2013: Allein unter Jungs für Madison Pettis als Allie Brooks
- 2013: Mako – Einfach Meerjungfrau für Ivy Latimer als Nixie
- 2015: Terror in Tokio für Atsumi Tanezaki als Lisa Mishima
- 2015–2016: Bella and the Bulldogs für Brec Bassinger als Bella Dawson
- seit 2016: Miraculous – Geschichten von Ladybug und Cat Noir als Duusu
- 2017–2019: Fairy Tail als Mirajane Strauss
- 2018: Sharp Objects für Eliza Scanlen als Amma Crellin
- 2019–2020: Malibu Rescue für Bryana Salaz als Logan
- 2019: Freya Allan für The Witcher als Ciri
- 2020: Chilling Adventures of Sabrina für Tati Gabrielle als Prudence Blackwood geb. Night
- 2020–2022: Stargirl für Brec Bassinger als Courtney Whitmore / Stargirl
- 2020–2023: Fear the Walking Dead für Christine Evangelista als Sherry

## Auszeichnungen
Lisa May-Mitsching wurde der Synchron-Zuhörerpreis Die Silhouette 2008 in der Kategorie „Neuentdeckung“ für Dakota Blue Richards in Der Goldene Kompass verliehen.